# Radio Swiss Pop
Radio Swiss Pop – szwajcarska stacja radiowa, wchodząca w skład grupy Swiss Satellite Radio, należącej do publicznego nadawcy radiowo-telewizyjnego SRG SSR. Została uruchomiona w 1998 roku, jej ramówka składa się wyłącznie z muzyki, a ściślej z największych przebojów muzyki rozrywkowej ostatnich 30 lat. Rozgłośnia nie posiada prezenterów, piosenki przedzielone są tylko dżinglami. 
Stacja dostępna jest w Szwajcarii w cyfrowym przekazie naziemnym oraz w wielu sieciach kablowych. Słuchacze z innych państw mogą znaleźć ją w Internecie oraz w niekodowanym przekazie z satelity Eutelsat Hot Bird 13B. 